# Ernst Orphal
Ernst Orphal (* 20. Juni 1890 in Eisleben; † 10. Januar 1943) war ein deutscher evangelischer Theologe, Pfarrer und Teilnehmer am deutschen Widerstand gegen den Nationalsozialismus.

## Leben und Wirken
Ernst Orphal wurde als Sohn des Pfarrers Hugo Orphal in Eisleben geboren. Nach dem Abitur studierte er von 1910 bis 1914 Theologie an den Universitäten München, Heidelberg und Berlin. Im Dezember 1914 wurde er zum Kriegsdienst eingezogen. Er nahm 1916 an der Schlacht an der Somme teil und geriet in englische Kriegsgefangenschaft. Nach seiner Entlassung wurde er 1920 Hilfsprediger an der Nicolaikirche in Frankfurt (Oder). Im Februar 1921 heiratete er Dorothea Heuer. Im gleichen Jahr führte ihn ein Pfarrstellenwechsel bis 1928 nach Ratzdorf im Landkreis Guben. 1928 bis 1932 war Orphal Pfarrer in Neutornow bei Bad Freienwalde (Oder).
Im Juli 1932 wurde Ernst Orphal zum Pfarrer an die Gemeinde St. Jacobi in Sangerhausen berufen. Mit ihren mittlerweile fünf Kindern zog die Familie in das Pfarrhaus Am Markt 22.
Bald nach 1933 schloss er sich der Bekennenden Kirche an und beteiligte sich aktiv am Kampf gegen die Deutschen Christen. Im Pfarrhaus, in dem Versammlungen und Konvente der Bekennenden Kirche stattfanden, wurde auch der illegale Rundbrief des Pfarrernotbundes vervielfältigt. Durch diese Tätigkeiten wurde Orphal zunehmend in seiner Tätigkeit als Pfarrer und Vorsitzender des Gemeindekirchenrats  durch seine kirchenbehördlichen Vorgesetzten behindert. Zusätzlich wurde Ernst Orphal mehrfach von der Gestapo verhört und verhaftet. Das Pfarrhaus wurde wiederholt durchsucht. Am 28. Dezember 1937 wurde er durch das Konsistorium seines Dienstes enthoben. Auch in den Folgejahren wurde Orphal immer wieder verhört. Nach einer Anzeige wegen Verstoßes gegen das Heimtückegesetz wurde ein Ermittlungsverfahren gegen ihn eingeleitet.

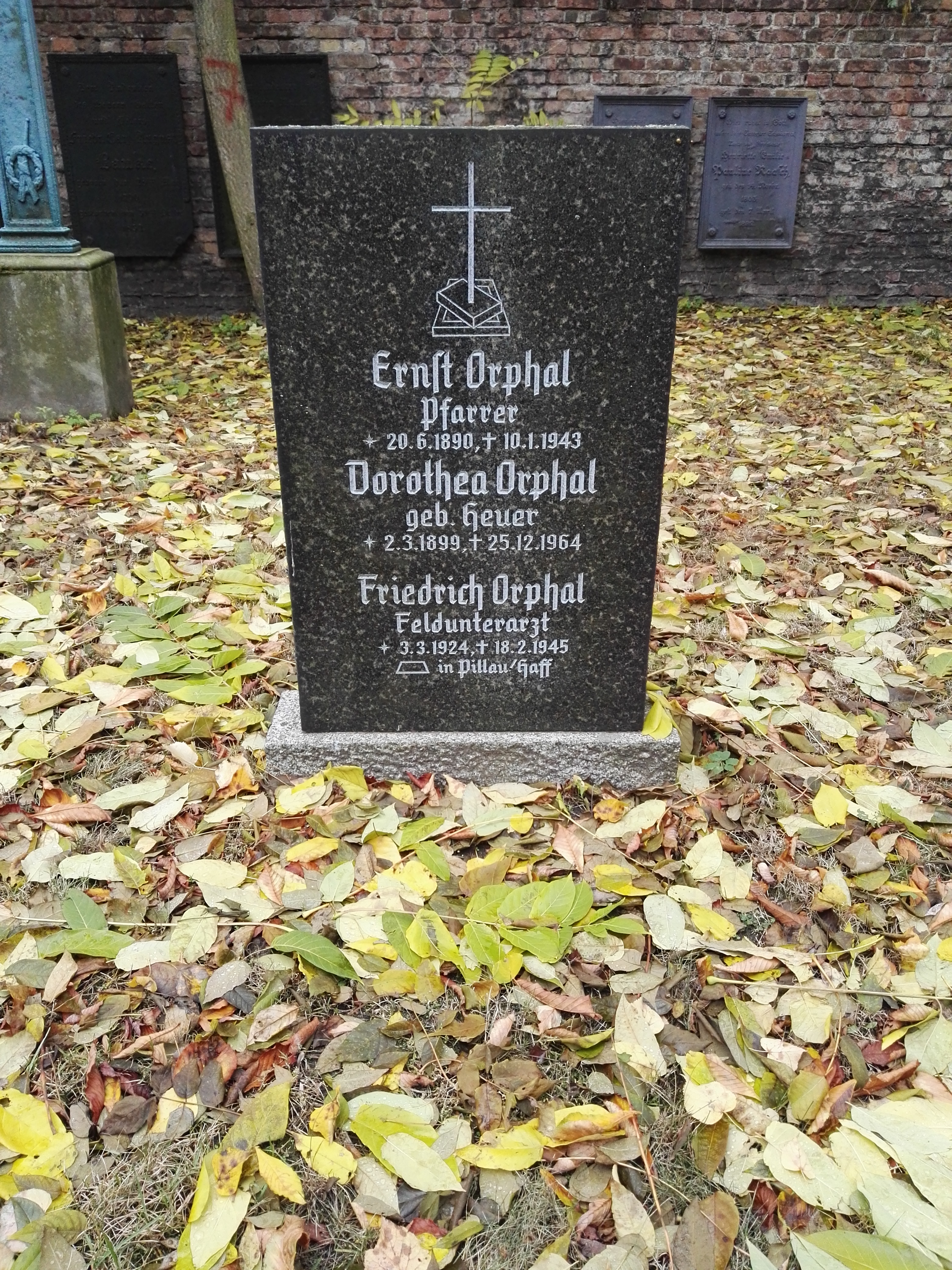
Grabstätte

Am 10. Januar 1943 starb Ernst Orphal geschwächt durch Verhöre und Inhaftierung sowie Verleumdungen und Schikanen in seinem Lebensumfeld an Nierenversagen.  Er ist auf dem St.-Marien- und St.-Nikolai-Friedhof I in Berlin-Prenzlauer Berg bestattet.
Am 17. November 2000 wurde ihm zu Ehren eine Gedenktafel am Pfarrhaus St. Jacobi in Sangerhausen von seinem Sohn Helmut Orphal enthüllt.